# Dolmen de Mas Trougnès
Der Dolmen de Mas Trougnès ist eine megalithische Grabanlage bei Bach im Département Lot in Frankreich. Dolmen ist in Frankreich der Oberbegriff für neolithische Megalithanlagen aller Art (siehe: Französische Nomenklatur).

## Lage
Der Dolmen liegt auf einer Anhöhe. Auf dem Gemeindegebiet von Bach gibt es noch eine weitere megalithische Grabanlage: den Dolmen d’Escabassolle.

## Beschreibung
Der Dolmen besaß ursprünglich eine Hügelschüttung, von der nur noch Reste erhalten sind. Form und Größe des Hügels lassen sich nicht mehr bestimmen. Die Kammer hat eine Breite von etwa 1,40 m und besitzt je eine Wandplatte an den Seiten. Die rechte ist 2,65 m lang, 0,85 m hoch und 0,20 m dick. Sie ist stark nach innen geneigt. Die linke Platte ist 2,00 m lang, 0,70 m hoch und 0,30 m dick. Die Deckplatte ist in zwei Teile zerbrochen, von denen das größere über dem Zugang auf den Wandplatten aufliegt. Es ist 2,50 m lang, 1,80 m hoch und 0,55 m dick. Das zweite Bruchstück liegt hinter der Kammer. Es ist 2,20 m lang, 1,45 m hoch und 0,30 m dick. Der Zugang zur Kammer weist in Richtung Ostsüdost.
1,50 m nordöstlich der Kammer verläuft parallel zu dieser eine tiefe Spalte zwischen zwei Felsen. Sie ist 4,80 m lang, 0,60 m breit und 1,10 m tief. Es ist unklar, ob sie natürlichen Ursprungs ist oder künstlich angelegt wurde. Jean Clottes vermutete, dass verstreut herumliegende Felsbrocken im Bereich der Hügelschüttung aus dieser Spalte stammen könnten.